# Moara de aburi din Chițcani
Moară de aburi este o moară amplasată în Chițcani, raionul Căușeni, Republica Moldova. Este un monument arhitectural de importanță națională inclus în Registrul monumentelor Republicii Moldova ocrotite de stat cu nr. 1297 (raionul Slobozia). Datează din 1905.